# 4e parallèle sud
Pour les articles homonymes, voir 4e parallèle.
En géographie, le 4e parallèle sud est le parallèle joignant les points de la surface de la Terre dont la latitude est égale à 4° sud.

## Géographie

### Dimensions
Dans le système géodésique WGS 84, au niveau de 4° de latitude sud, un degré de longitude équivaut à 111,49 km ; la longueur totale du parallèle est donc de 39 978 km, soit environ 100 % de celle de l'équateur. Il en est distant de 442 km et du pôle Sud de 9 560 km,.

### Régions traversées
Le 4e parallèle sud passe au-dessus des océans sur environ 75 % de sa longueur. Du point de vue des terres émergées, il traverse l'Afrique (Angola, République démocratique du Congo, Tanzanie), l'Indonésie, la Papouasie-Nouvelle-Guinée et l'Amérique du Sud (Pérou, Brésil).
Le tableau ci-dessous résume les différentes zones traversées par le parallèle, d'ouest en est :
| Zone                                                   | Début                | Fin                  | Longueur (km) |
| ------------------------------------------------------ | -------------------- | -------------------- | ------------- |
| Océan Atlantique                                       | 4° 00′ S, 38° 13′ O  | 4° 00′ S, 11° 14′ E  | 5 491         |
| Afrique                                                | 4° 00′ S, 11° 14′ E  | 4° 00′ S, 39° 44′ E  | 3 165         |
| Océan Indien                                           | 4° 00′ S, 39° 44′ E  | 4° 00′ S, 102° 18′ E | 6 948         |
| Sumatra (Indonésie)                                    | 4° 00′ S, 102° 18′ E | 4° 00′ S, 105° 52′ E | 396           |
| Mer de Java                                            | 4° 00′ S, 105° 52′ E | 4° 00′ S, 114° 36′ E | 970           |
| Bornéo (Indonésie)                                     | 4° 00′ S, 114° 36′ E | 4° 00′ S, 115° 02′ E | 48            |
| Mer de Java                                            | 4° 00′ S, 115° 02′ E | 4° 00′ S, 116° 02′ E | 111           |
| Laut (Indonésie)                                       | 4° 00′ S, 116° 02′ E | 4° 00′ S, 116° 10′ E | 15            |
| Détroit de Makassar                                    | 4° 00′ S, 116° 10′ E | 4° 00′ S, 119° 34′ E | 378           |
| Sulawesi (Sulawesi du Sud, Indonésie)                  | 4° 00′ S, 119° 34′ E | 4° 00′ S, 120° 21′ E | 87            |
| Baie de Bone                                           | 4° 00′ S, 120° 21′ E | 4° 00′ S, 121° 25′ E | 118           |
| Sulawesi (Sulawesi du Sud-Est, Indonésie)              | 4° 00′ S, 121° 25′ E | 4° 00′ S, 122° 39′ E | 137           |
| Détroit de Wowoni                                      | 4° 00′ S, 122° 39′ E | 4° 00′ S, 122° 59′ E | 37            |
| Wawonii (Indonésie)                                    | 4° 00′ S, 122° 59′ E | 4° 00′ S, 123° 04′ E | 9             |
| Mer de Banda                                           | 4° 00′ S, 123° 04′ E | 4° 00′ S, 131° 12′ E | 903           |
| Pandjang (Indonésie)                                   | 4° 00′ S, 131° 12′ E | 4° 00′ S, 131° 15′ E | 6             |
| Mer de Seram                                           | 4° 00′ S, 131° 15′ E | 4° 00′ S, 131° 22′ E | 13            |
| Gorona (Indonésie)                                     | 4° 00′ S, 131° 22′ E | 4° 00′ S, 131° 26′ E | 7             |
| Mer de Seram                                           | 4° 00′ S, 131° 26′ E | 4° 00′ S, 132° 51′ E | 157           |
| Nouvelle-Guinée (Indonésie)                            | 4° 00′ S, 132° 51′ E | 4° 00′ S, 133° 19′ E | 52            |
| Mer d'Arafura                                          | 4° 00′ S, 133° 19′ E | 4° 00′ S, 133° 30′ E | 20            |
| Île (Indonésie)                                        | 4° 00′ S, 133° 30′ E | 4° 00′ S, 133° 32′ E | 4             |
| Mer d'Arafura                                          | 4° 00′ S, 133° 32′ E | 4° 00′ S, 134° 11′ E | 72            |
| Nouvelle-Guinée (Indonésie, Papouasie-Nouvelle-Guinée) | 4° 00′ S, 134° 11′ E | 4° 00′ S, 144° 35′ E | 1 155         |
| Mer de Bismarck                                        | 4° 00′ S, 144° 35′ E | 4° 00′ S, 144° 57′ E | 41            |
| Île (Papouasie-Nouvelle-Guinée)                        | 4° 00′ S, 144° 57′ E | 4° 00′ S, 144° 58′ E | 2             |
| Mer de Bismarck                                        | 4° 00′ S, 144° 58′ E | 4° 00′ S, 152° 35′ E | 846           |
| Nouvelle-Irlande (Papouasie-Nouvelle-Guinée)           | 4° 00′ S, 152° 35′ E | 4° 00′ S, 152° 57′ E | 41            |
| Océan Pacifique                                        | 4° 00′ S, 152° 57′ E | 4° 00′ S, 153° 41′ E | 81            |
| Babase (Papouasie-Nouvelle-Guinée)                     | 4° 00′ S, 153° 41′ E | 4° 00′ S, 153° 43′ E | 4             |
| Océan Pacifique                                        | 4° 00′ S, 153° 43′ E | 4° 00′ S, 154° 58′ O | 5 699         |
| Île Malden (Kiribati)                                  | 4° 00′ S, 154° 58′ O | 4° 00′ S, 154° 54′ O | 7             |
| Océan Pacifique                                        | 4° 00′ S, 154° 54′ O | 4° 00′ S, 81° 00′ O  | 8 207         |
| Amérique du Sud                                        | 4° 00′ S, 81° 00′ O  | 4° 00′ S, 38° 13′ O  | 4 751         |

## Îles proches
Le 4e parallèle passe à proximité des îles suivantes :
- Île Denis (Seychelles) ;
- Aride (Seychelles) ;
- Buru (Indonésie) ;
- Ambon (Indonésie) ;
- Seram (Indonésie) ;
- Manam (Papouasie-Nouvelle-Guinée) ;
- McKean (Kiribati) ;
- Birnie (Kiribati) ;
- Manra (Kiribati) ;
- Rawaki (Kiribati).